# Acide thiosalicylique
L'acide thiosalicylique est un composé organosulfuré de formule chimique HS–C6H4–COOH. C'est un analogue de l'acide salicylique dans lequel l'hydroxyle phénolique –OH est remplacé par un groupe sulfhydryle –SH. Il peut être obtenu en faisant réagir de l'acide 2-chlorobenzoïque ou de l'acide 2-bromobenzoïque avec de l'hydrogénosulfure de sodium NaSH ou du bisulfure de potassium KSH en présence de cuivre. Il peut également être produit par diazotation de l'acide anthranilique. Il s'oxyde au contact de l'oxygène de l'air en acide dithiosalicylique, dimère uni par un pont disulfure. Ce dimère se forme également en solution alcoolique d'acide thiosalicylique en présence de chlorure de fer(III) FeCl3 ou de sels cuivriques (de cuivre Cu2+) comme catalyseurs :

Oxydation de l'acide thiosalicylique par le fer ferrique Fe3+ ou le cuivre cuivrique Cu2+.

## Utilisation
Le thioindigo, une teinture rouge pur a été synthétisé à partir de l'acide thiosalicylique. C'est aussi un agent de piégeage utilisé dans la désulfénylation des 3-indolyl-sulfures et il se condense avec des diamines pour former des diamides macrocycliques.